# Tryphon von Petschenga

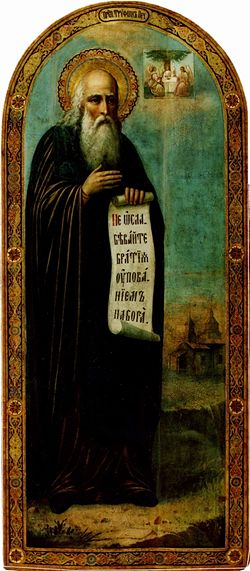
Hl. Tryphon von Petschenga, Museum Murmansk

Der Heilige Tryphon von Petschenga (russisch Преподобный Трифон Печенгский, Кольский; finnisch Pyhittäjä Trifon Petsamolainen (Kuolalainen); Skoltsamisch: Pââʹss Treeffan) (* 1495 in Torschok; † 13. September 1583 in Petschenga) war ein russischer Mönch, Asket und Missionar der Russisch-Orthodoxen Kirche auf der Halbinsel Kola. Er war der Gründer des Klosters Petschenga und wird in der kirchlichen Tradition als „Erleuchter der Samen“ bezeichnet.

## Wirken
Tryphon von Petschenga wurde 1495 als Sohn eines armen Priesters in Torschok (Region Nowgorod) in Russland geboren. Er wurde auf den Namen Mitrophan getauft.
Der Legende nach soll er in seiner Jugend an der Grenze zu Karelien als Anführer einer Räuberbande geplündert und gemordet haben und dabei stets von einer jungen, reichen Frau begleitet worden sein. Diese hatte er bei seiner Arbeit als Hauslehrer am Hofe ihres Vaters kennengelernt. In einem Handgemenge, bei der sie einen jungen Gefangenen retten wollte, wurde sie jedoch von Mitrophan getötet. Von Gewissensbissen geplagt, schwor er seinem bisherigen Leben ab und begab auf einer Wanderschaft nach Norden. Er traf auf die dort lebenden Skoltsamen und errichtete 1524 eine kleine Hütte am Ufer des Petchenga, nur wenige Meilen vom Munkefjord entfernt, um als Einsiedler zu leben. Dort erlernte er die Sprache und Kultur der Samen und begann seine Bekehrungsversuche zum Christentum, die allerdings zu Beginn scheiterten und ihn der Verfolgung durch diese aussetzten. Der Hagiographie nach musste er sich sogar in Höhlen verstecken, da er wiederholt verfolgt wird und sogar getötet werden sollte.
Trotzdem setzte er seine Missionierungsversuche fort und war erfolgreich, insbesondere seit er von dem Mönch Theodoret von Kola unterstützt wurde, der im Kloster Solowezki tätig war. Schon bald verbreitete sich sein Ruf als Eremit und viele Pilger ergänzten ihre Besuche des Klosters auf den Solowezki-Inseln, um den nunmehr frommen Einsiedler am Petschenga zu besuchen, der neben seiner Hütte eine Kapelle errichtet hatte. Auch russische Matrosen verrichteten in der Kapelle ihre Gebete.
Allerdings waren die Missionierungsversuche Mitrophans anfangs auch deshalb erfolglos, weil er selbst nicht als Priester geweiht war und er deshalb keine Taufen vornehmen konnte. 1530 begab sich auf eine Reise nach Nowgorod, um von Erzbischof Macarius die Erlaubnis zu erhalten, eine Kirche an der Mündung des Petschenga in die Barentssee zu errichten. Erst drei Jahre später, am 1. Februar 1533 wurde der Neubau vom Priestermönch Ilya zur Kirche zur Heiligen Dreifaltigkeit geweiht. Am selben Tag wurde Mitrophan auch zum Priestermönch geweiht und ihm der Name Tryphon verliehen.
In den Folgejahren widmete sich Tryphon weiterhin der Missionierung der Samen, lenkte aber sein Augenmerk auch auf die Ausgestaltung des der Kirche angeschlossenen Klosters. Wegen der drückenden Armut des Klosters reiste Tryphon nach Nowgorod und Moskau, um weitere Mittel zur die Finanzierung des Klosters zu sammeln. Beeindruckt von der Gründung des nördlichsten Klosters dieser Zeit schenkte Zar Iwan der IV., der Schreckliche, dem Kloster umfangreiche Ländereien und die Fischereirechte in der Region. Damit wurde die Grundlage für das Wachstum und die Prosperität des Klosters Petschenga geschaffen. Es wuchs und zählte 1572 bereits 50 Mönche und 200 Laien. Um das Kloster herum entstand die heutige Stadt Petschenga.
1589, wenige Jahre nach dem Tod Typhons, wurde das Kloster allerdings während des Einfalls der Schweden zerstört, später aber wieder mehrmals aufgebaut.
Mit den Mitteln, die Tryphon vom Zaren erhalten hatte, gründete er in weiterer Folge weitere Kirchen:
1. die Kirche zu Ehren der Heiligen Boris und Gleb am Paatsjoki, südlich von Kirkenes
2. jene zu Ehren des Heiligen Georg im heutigen Neiden und
3. die Kirche zur Heiligen Maria an der Mündung des Petschenga[4].

Tryphon von Petschenga verstarb am 13. Dezember 1583 im Alter von 88 Jahren in Petschenga, nachdem er fast 60 Jahre seines Lebens dort verbracht hatte. Er wurde in der von ihm selbst gegründeten Kirche zur Heiligen Maria beigesetzt.
Die heute unter den Skoltsamen und anderen Bevölkerungsgruppen verbreitete orthodoxe Religion in Finnland und Norwegen geht auf die Missionierung Tryphons und des Theodoret von Kola zurück.

## Heiligenverehrung
In der orthodoxen Kirche wird Tryphon von Petschenga am 15. Dezember verehrt. Ebenso ist es bei gläubigen russischen Matrosen üblich, den Heiligen Tryphon in Momenten der Gefahr anzubeten.
Bis heute bekannt ist die jährliche Pilgerfahrt zu Ehren des Heiligen Tryphon von Nellim (Kirche zur Heiligen Dreifaltigkeit) nach Sevettijärvi  und Neiden (St.-Georgs-Kapelle), die Ende August stattfindet.